# Macheng
Macheng (麻城市S, MáchéngP) è una città-contea della Cina, situata nella provincia di Hubei e amministrata dalla prefettura di Huanggang.